# Michael Hadschieff
Michael Florian Hadschieff (Innsbruck, 5 ottobre 1963) è un ex pattinatore di velocità su ghiaccio austriaco.

## Palmarès

### Olimpiadi
- Argento a Calgary 1988 nei 1500 metri.
- Bronzo a Calgary 1988 nei 10000 metri.